# خطوط الولايات المتحدة الجوية الرحلة 405
يو إس إيرويز الرحلة 405 (أيضا :حادث تحطم طائرة خليج فلاشينغ) (بالإنجليزية:USAir Flight 405) هي رحلة طيران من نيويورك إلي كليفلاند في 22 مارس 1992 وكانت من طراز فوكر إف 28 فلوشيب وقد تحطمت الطائرة في خليج فلاشينغ بسبب خطأ الطيار بسبب وجود جليد صافي علي أجنحة الطائرة بسبب التأخير الدائم وإجراءات التذويب غير اللائقة الذي لم يستمع من قبل المجلس الوطني لسلامة النقل الكندي عندما تحطمت فوكر إف 28 فلوشيب التابعة لطيران أونتاريو الرحلة 1363 في مطار درايدن الدولي منذ 3 سنوات تقريبا ولكن التقرير النهائي عن حادثة درايدن منذ 3 سنوات تم تقديمه بعد 5 أيام من تحطم طائرة الرحلة 405.